# 타마고 프로덕션
유튜버 김계란이 설립한 타마고프로덕션은 대한민국의 연예 기획사이다.

## 소속 연예인
- QWER - (쵸단, 마젠타, 히나, 시연)

## 같이 보기
- 카카오엔터테인먼트
- 김계란 (인터넷 방송인)